# Afrixalus aureus
Afrixalus aureus је водоземац из реда жаба (Anura) и фамилије Hyperoliidae. 

## Угроженост
Ова врста је наведена као последња брига, јер има широко распрострањење и честа је врста.

## Распрострањење
Ареал врсте је ограничен на мањи број држава. 
Врста је присутна у следећим државама: Јужноафричка Република, Мозамбик и Свазиленд. Присуство у Зимбабвеу је непотврђено.

## Станиште
Станишта врсте су саване, травна вегетација и слатководна подручја. 